# Nerjai-barlang
A Nerjai-barlang (spanyolul: Cueva de Nerja) a dél-spanyolországi Nerja község területén található barlang. Nevezetességei a több tízezer éves sziklarajzok, valamint a Kataklizma nevű teremben található oszlop, amely a világ legnagyobbja.

## Története
A barlangot 1959. január 12-én fedezte fel kutatók egy csoportja, köztük Francisco Navas Montesinos, Miguel Muñoz Zorrilla, José Luis Barbero de Miguel és José Torre Cárdenas. Kezdetben Cueva de las Maravillasnak, azaz „csodák barlangjának” nevezték. 1960-ban egy új bejáratot létesítettek a látogatók számára, 1961-ben történelmi-művészeti műemlékké nyilvánították. A 21. század elején mintegy félmillió turista látogatta évente.

## Leírás
A barlang Spanyolország déli részén található, a Földközi-tenger partjától kevesebb mint 1 km távolságra, a tenger szintje felett 158 méterrel nyílik. Közigazgatásilag Andalúzia autonóm közösség Málaga tartományának Nerja községéhez tartozik, Maro település határán található.
Három bejárata van: kettő beszakadás és egy mesterségesen kiépített, amelyet 1959-es felfedezése után egy évvel alakítottak ki. Lényegében vízszintes kiterjedésű: főtengelye mentén 750 méter hosszú, legmélyebb pontja 31 méterrel van a bejárati szint alatt, legmagasabb pontja 37 méterrel fölötte. Összes hosszúsága 4823 méter, a turisták által látogatható rész 9371 m²-es és 106 283 m³-es: ez a barlang nagyjából egyharmadát teszi ki.
A Vízesés nevű teremben rendszeresen tartanak zenei-táncos fesztiválokat is.

## Sziklarajzok
A barlangban több tízezer éves sziklarajzok találhatók, amelyeket 1962 óta tanulmányoznak a kutatók. Többségük az alsó rész Betlehem, Vízesés, Szellemek és Kataklizma nevű termeiben, az Orgonák kamrájában, a felső rész Héraklész Oszlopai nevű helyén, valamint az úgynevezett Labirintusban, azon belül a Konyha, a Delfinek Divertikulumja és a Lóátkelés nevű helyeken.
A mintegy 600 ábra két részre osztható: egyik részük még a pleisztocén korból származik, a másik az őskőkor utánról. Előbbiek lóféléket, szarvasféléket és kecskéket jelenítenek meg, valamint a magdaléni iskola stílusa is megjelenik néhány halábrázolásban, utóbbiak négy fő csoportra oszthatók: klasszikus sematikus, főleg emberalakokat ábrázoló rajzok, sematikus bevésések, kőrézkori fekete festmények és a késői időszakból származó edényábrázolások.

## Képek

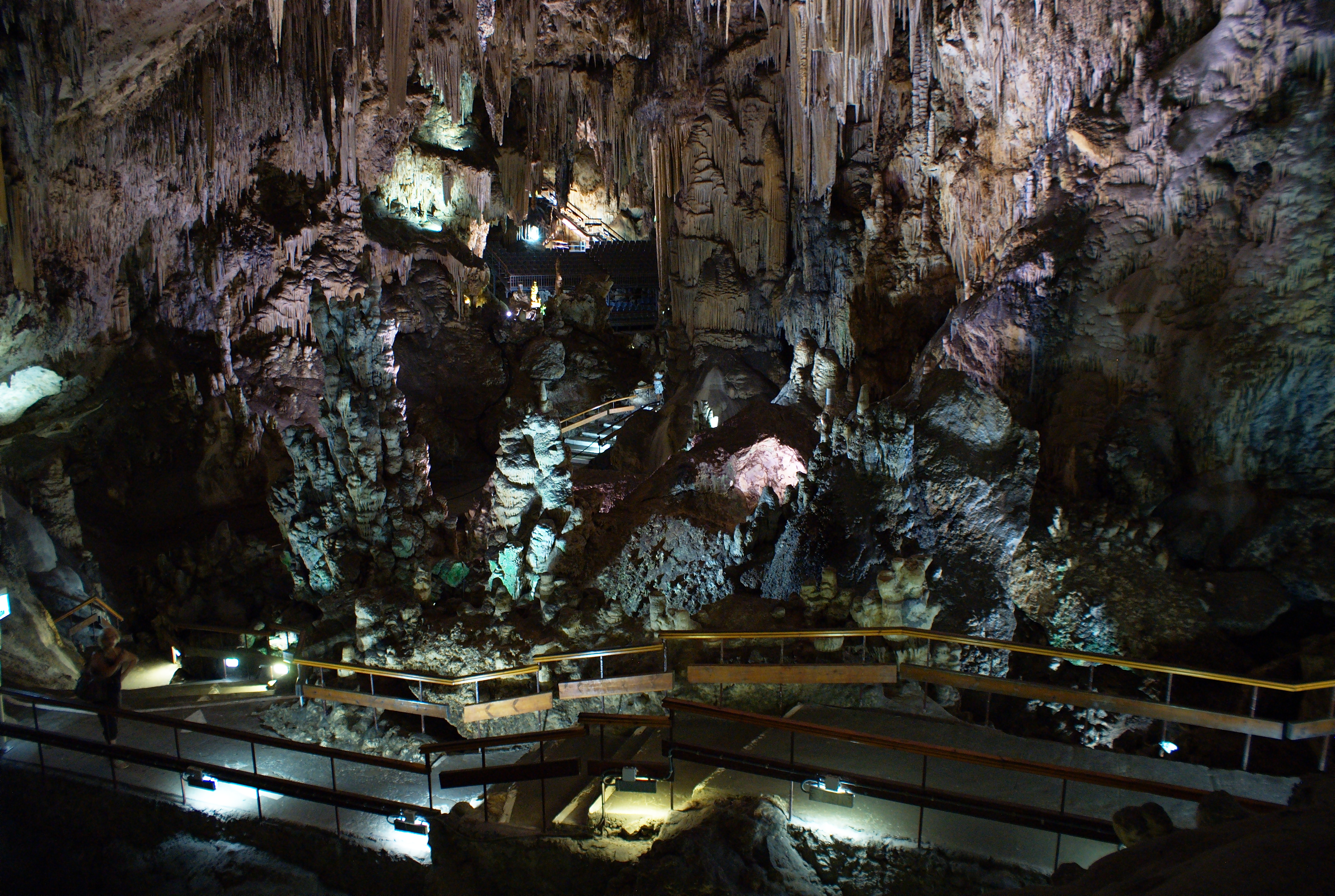
Belső tér
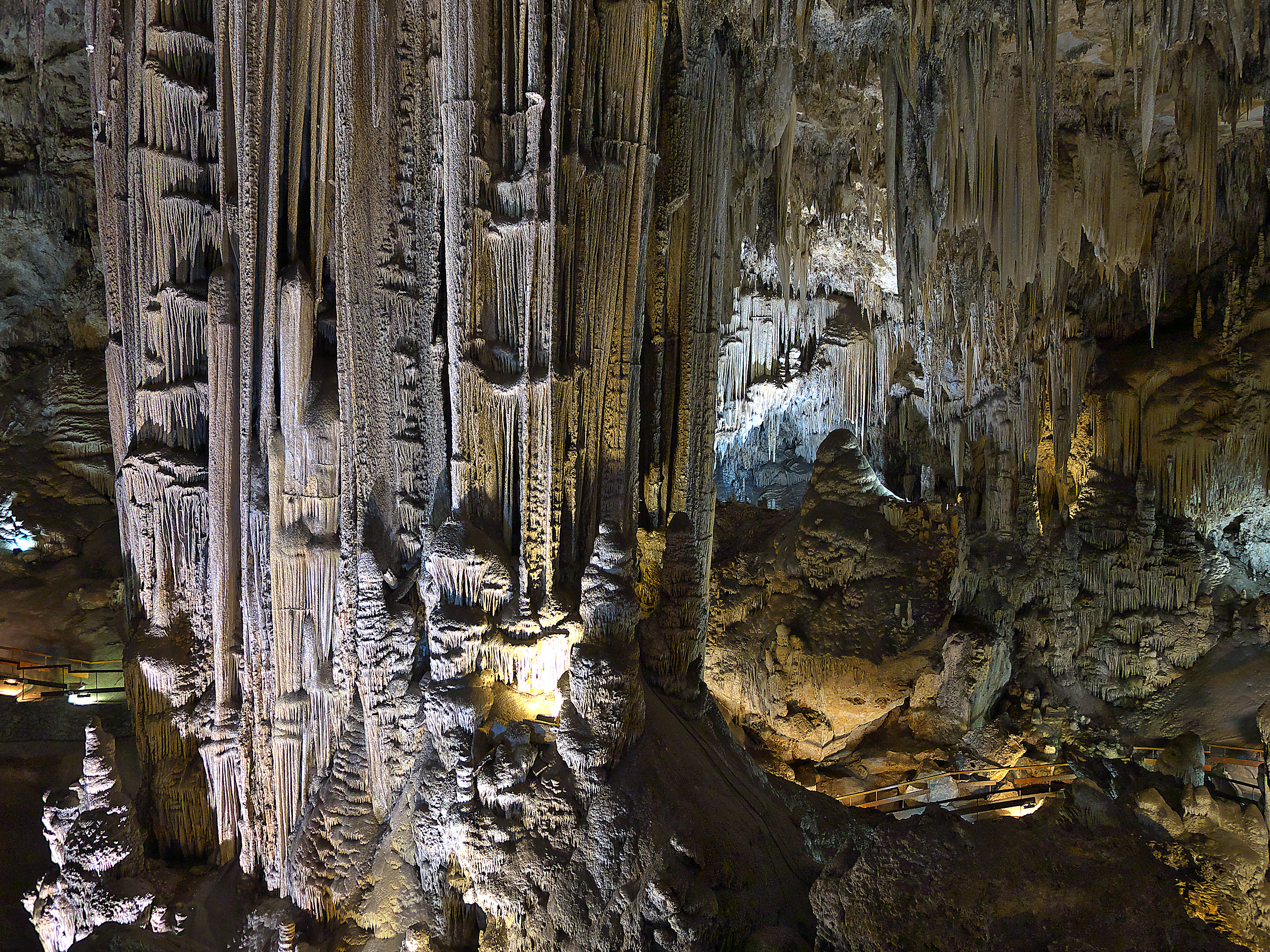
Cseppkövek
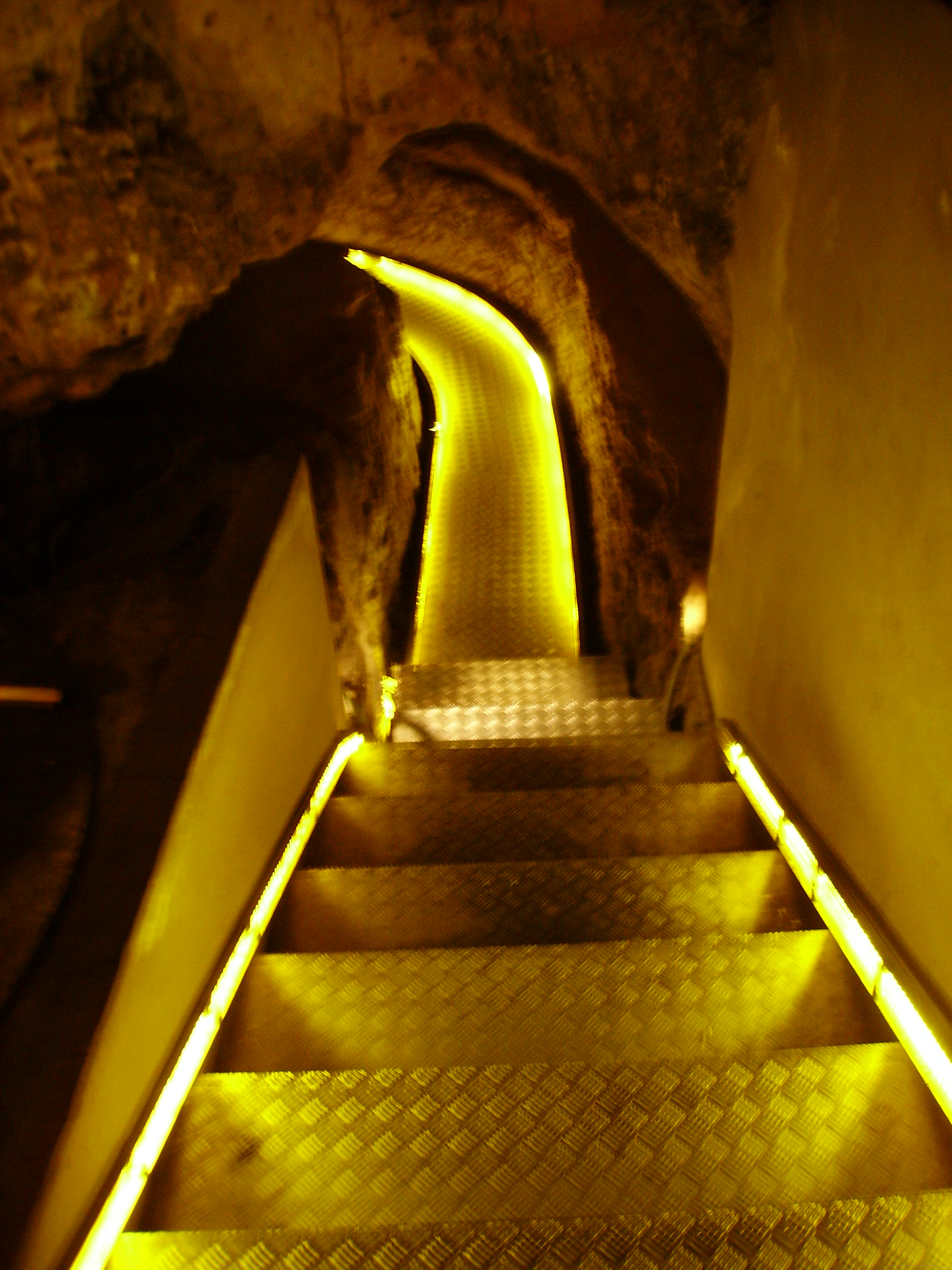
Kiépített lépcső
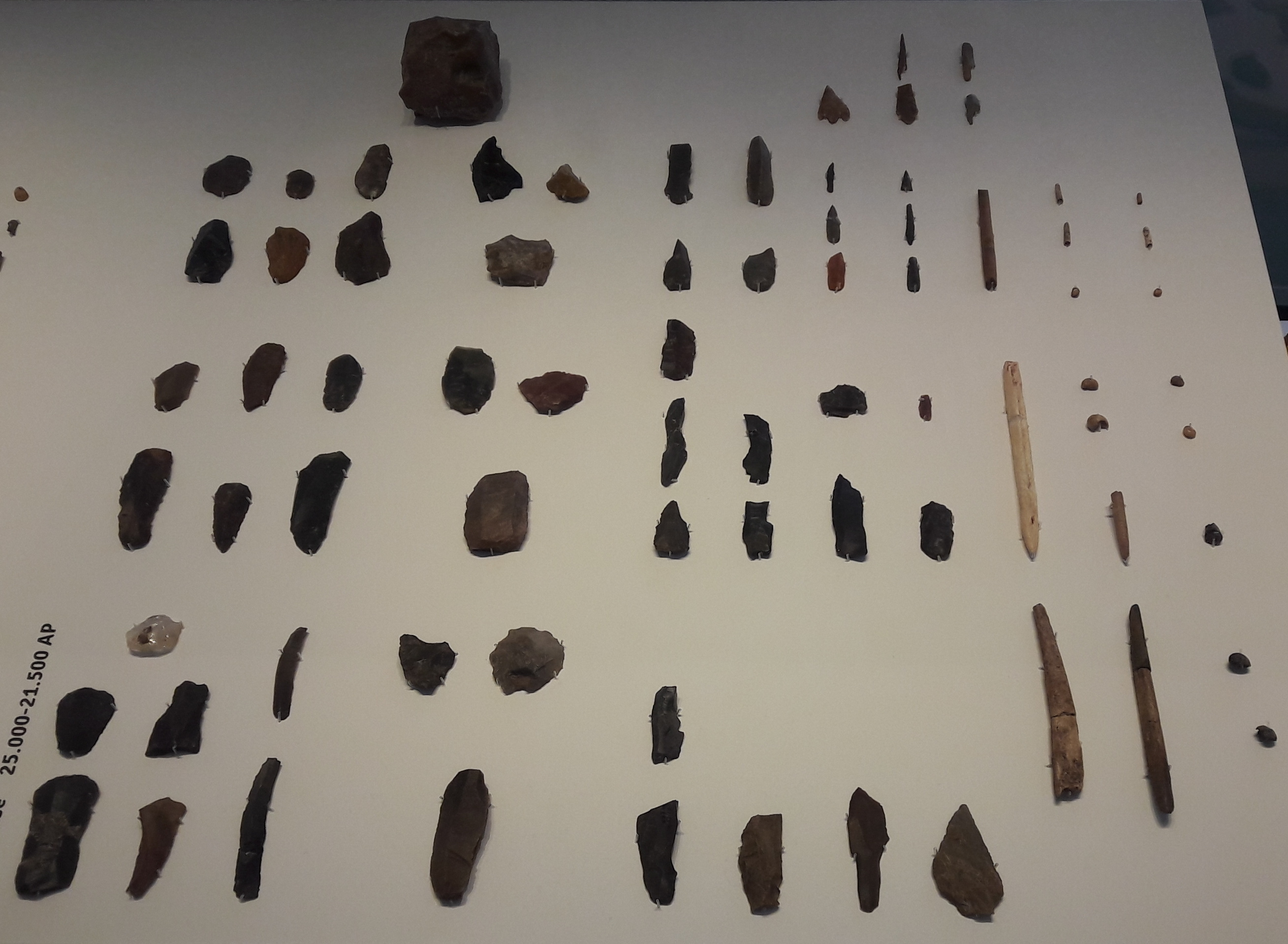
A barlangból származó leletek egy málagai múzeumban
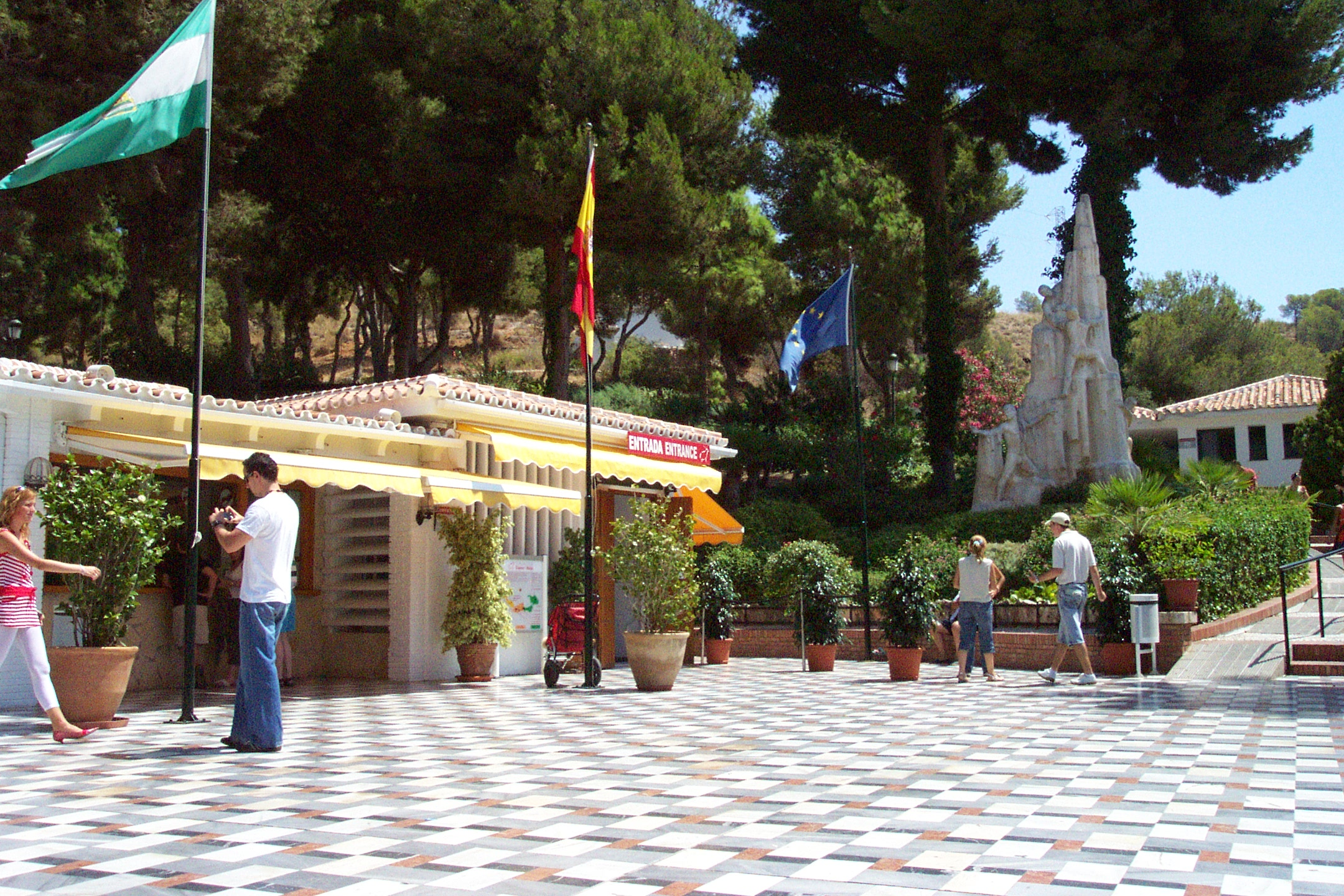
A bejárat közelében, a felszínen